# Medovnice smrková
Medovnice smrková (Cinara pilicornis) je druh mšice z čeledi mšicovití (Aphididae), která se vyskytuje na jehličnatých dřevinách, především na smrcích (Picea). Tento druh je významným producentem medovice, kterou využívají včely k tvorbě medivicového medu a další spotřebitele medovice.
Medovnice smrková je typický savý hmyz. Živí se sáním floémové šťávy z větví a mladých částí stromu. Během sání vylučuje sladkou tekutinu – medovici, která se hromadí na povrchu stromu i pod ním. Tato látka je atraktivní pro mravence a včely, které ji sbírají. Mezi mravenci a medovnicí vzniká mutualistický vztah – mravenci ji chrání před predátory výměnou za přístup k medovici, kolonie medovnice smrkové bývají často doprovázeny mravenci rodu Formica nebo Lasius (Mravenec obecný).
Rozmnožování je převážně partenogenetické (bez samců), zejména v teplých měsících. Na podzim mohou vznikat okřídlené formy, které zakládají nová stanoviště, případně dochází k pohlavnímu rozmnožování a tvorbě přezimujících vajíček.
Může oslabovat smrkové porosty, zvláště při přemnožení, kdy může dojít k sekundárnímu napadení stromů houbami nebo jinými škůdci. Pro včelařství je však pozitivním přínosem, neboť medovice je významným zdrojem pro tvorbu medovicového medu.

## Morfologie
Medovnice smrková je větší, robustní mšice s oválným tělem, dosahujícím délky 4–6 mm. Barva těla je tmavě hnědá až černá, často s jemným šedobílým až modravým voskovitým povlakem. Tělo má výrazně členěné segmenty a nápadné sifunkuly (vývody na zadečku). Nymfy jsou světlejší a menší, s méně vyvinutými tělesnými rysy.

## Výskyt
Tento druh je rozšířen v mírném podnebném pásu Evropy a Asie, zejména v oblastech s výskytem smrkových lesů. Je hojně rozšířen také v České republice, kde osidluje především smrk ztepilý ve středních a vyšších horských polohách. Preferuje stinná a vlhká stanoviště.